# Coldeportes-Colombia/2012
Deze pagina geeft een overzicht van de Coldeportes-Colombia-wielerploeg in 2012. Het team was dit seizoen een van de professionele continentale wielerploegen.

## Algemene gegevens
Sponsor: Coldeportes
Algemeen manager: Claudio Corti
Ploegleider: Valerio Tebaldi, Oscar Pellicioli, Oliverio Rincon
Fietsmerk: Bianchi

## Renners
| Naam                | Geboortedatum | Nationaliteit | Ploeg 2011                                           |
| ------------------- | ------------- | ------------- | ---------------------------------------------------- |
| Darwin Atapuma      | 15-01-1988    | Colombia      | Colombia es Pasión-Café de Colombia                  |
| Robinson Chalapud   | 08-03-1984    | Colombia      | Colombia es Pasión-Café de Colombia                  |
| Esteban Chaves      | 17-01-1990    | Colombia      | Colombia es Pasión-Café de Colombia                  |
| Fabio Duarte        | 11-06-1986    | Colombia      | Geox-TMC                                             |
| Juan Pablo Forero   | 03-08-1983    | Colombia      | Colombia es Pasión-Café de Colombia                  |
| Javier González     | 13-11-1979    | Colombia      | EPM-UNE                                              |
| Luis Laverde        | 06-07-1979    | Colombia      | Colombia es Pasión-Café de Colombia                  |
| Wilson Marentes     | 08-08-1985    | Colombia      | Elite                                                |
| Frank Osorio        | 28-08-1988    | Colombia      | Neo                                                  |
| Dalivier Navarro    | 09-10-1985    | Colombia      | Colombia es Pasión-Café de Colombia                  |
| Jarlinson Pantano   | 19-11-1988    | Colombia      | Colombia es Pasión-Café de Colombia                  |
| Víctor Hugo Peña    | 10-07-1974    | Colombia      | Colombia es Pasión-Café de Colombia                  |
| Carlos Quintero     | 05-03-1986    | Colombia      | Neo                                                  |
| Michael Rodríguez   | 29-07-1989    | Colombia      | per 1-8 Stagiair Colombia es Pasión-Café de Colombia |
| Jeffrey Romero      | 04-10-1989    | Colombia      | SP Tableware                                         |
| Juan Pablo Suárez   | 30-05-1985    | Colombia      | EPM-UNE                                              |
| Juan Pablo Valencia | 02-05-1988    | Colombia      | Stagiair                                             |

### Overwinningen
| Datum        | Wedstrijd                          | Winnaar             |
| ------------ | ---------------------------------- | ------------------- |
| 20 april     | 4e etappe Ronde van Trentino       | Darwin Atapuma      |
| 12 juni      | Proloog Ronde van Colombia         | Fabio Duarte        |
| 17 juni      | 5e etappe Ronde van Colombia       | Juan Pablo Forero   |
| 11 augustus  | Proloog GP Città di Camaiore       | Juan Pablo Forero   |
| 02 september | Trofeo Maria SS. Addolorata        | Juan Pablo Valencia |
| 17 september | Coppa Festa in Fiera San Salvatore | Duber Quintero      |
| 04 oktober   | Coppa Sabatini                     | Fabio Duarte        |

2012 · 2013 · 2014 · 2015